# Comrade X
Comrade X is een Amerikaanse anticommunistische film uit 1940 onder regie van King Vidor.

## Verhaal

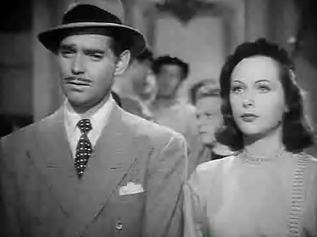
Mac en Theodore

McKinley B. 'Mac' Thompson werkt als nieuwsverslaggever voor de Texas Bugle, en doet zich voor als onverantwoordelijke nietsnut om te verbergen dat hij werkelijk 'Comrade X' is, een mysterieuze man die gênante berichten over Rusland stuurt naar een grote krant. Tijdens zijn verblijf in Moskou wordt hij ontmaskerd door de bediende Vanya. De oude man maakt hier gebruik van en dwingt Mac zijn dochter het land uit te helpen vluchten, voordat ze wordt neergeschoten omdat ze een communist is. Omdat hij niet wil dat zijn identiteit onthuld wordt, regelt hij een ontmoeting met zijn dochter.
Dit is Golubka, een dame die zich verkleedt als een man genaamd Theodore om te kunnen werken als conducteur. Hij probeert haar ervan te overtuigen met hem naar Amerika te reizen om het volk te vertellen over het communisme, maar zij weigert naar hem te luisteren voordat ze precies weet wie hij is. Na enige tijd wint hij haar vertrouwen en wil ze met hem trouwen, omdat dat volgens haar het enige alternatief is om het land te verlaten. Na de ceremonie wordt het nieuwe echtpaar gearresteerd door Vasiliev, omdat de fotocamera van 'Comrade X' is gevonden in Vanya's kamer.
Als Mac, Theodore en Vanya ter dood worden veroordeeld, zijn ze de wanhoop nabij. Mac biedt de politie aan het hoofd van de tegenstanders van de revolutie te onthullen, op voorwaarde dat zij mogen blijven leven. Hij wordt gebracht naar het kantoor van Vasiliev en ontdekt dat hij is vervangen door Michael Bastakoff, de voormalige leider van de resurgenten. Mac lokt hem de val in en helpt Theodore en Vanya te ontsnappen. Ze stelen een Russische tanker en vluchten het land uit, terwijl ze worden achtervolgd door het Rode Leger. Ze weten uiteindelijk met succes de grens van Roemenië over te steken.

## Rolverdeling
| Acteur            | Personage                                           |
| ----------------- | --------------------------------------------------- |
| Clark Gable       | McKinley B. 'Mac' Thompson                          |
| Hedy Lamarr       | Golubka / Theodore Yahupitz / Lizvanetchka 'Lizzie' |
| Oskar Homolka     | Commissaris Vasiliev                                |
| Felix Bressart    | Vanya / Igor Yahupitz                               |
| Eve Arden         | Jane Wilson                                         |
| Sig Ruman         | Emil Von Hofer                                      |
| Natasha Lytess    | Olga Milanava                                       |
| Vladimir Sokoloff | Michael Bastakoff                                   |

## Achtergrond
Het scenario van de film was geïnspireerd door Ninotchka (1939), een film die destijds een groot succes was. Hoewel hij regelmatig wordt beschreven als een 'luchtige komedie', werd scenarioschrijver Walter Reisch genomineerd voor een Oscar voor het Beste Originele Scenario. Hij staat bekend als een van de weinige films die tijdens de Tweede Wereldoorlog is gemaakt om de Europese conflicten te beschrijven, mét een bekend acteur in de hoofdrol. Hoewel hoofdpersonage Theodore een overtuigd communist is, wordt de film beschreven als anticommunistisch. Clark Gables personage Mac legt in verscheidene scènes duidelijk uit dat het communisme nooit Amerika zal bereiken. Volgens een recensent van de Variety was het dan ook onbedoeld een propagandafilm.
Voor Hedy Lamarr was het de tweede keer dat ze naast Gable te zien was. In datzelfde jaar speelde ze eerder naast hem in Boom Town. Door deze twee films groeide de tot dan toe nog onbekende Lamarr uit tot een filmster. Ze kregen echter kritiek dat er weinig chemie plaatsvond tussen de twee. Gables echtgenote Carole Lombard vertelde zelfs dat ze niet vreesde dat Gable een affaire met haar had, omdat ze zijn type niet zou zijn. Ook Lamarr was niet onder de indruk van haar tegenspeler en vertelde dat ze vond dat hij geen seksuele uitstraling had.
Comrade X kreeg ook veel kritiek dat het verhaal te veel weg had van Ninotchka. The New York Times schreef dat de film een gebrek aan humor had en ook nauwelijks romantisch was. Het hoogtepunt was volgens deze recensie het einde, waarin er via een tanker een achtervolging plaatsvindt.